# Lupo Alberto (série télévisée d'animation)
 (septembre 2017).
Si vous disposez d'ouvrages ou d'articles de référence ou si vous connaissez des sites web de qualité traitant du thème abordé ici, merci de compléter l'article en donnant les références utiles à sa vérifiabilité et en les liant à la section « Notes et références ».
Cet article concerne la série télévisée d'animation italien. Pour la bande dessinée italienne, voir Lupo Alberto.
Lupo Alberto (en français : Albert le loup) est une série télévisée d'animation italienne en 104 épisodes de 7 minutes produite par The Animation Band et coproduite avec la Rai, créée d'après la bande dessinée du même nom de Silver. La deuxième série est en 2002.
La première série a été produite par les studios The Animation Band, France 2, Rai Fiction, Europool et Les Armateurs tandis que la seconde est toujours de Rai Fiction et The Animation Band mais, cette fois, distribuée par Mondo TV.
Le générique d'introduction de la première série est très différent de celui en italien. Le générique italien n'a que de la musique alors que le générique français est chanté par Salvatore Ingoglia.
Le générique d'introduction de la deuxième série est chanté par Gianna Nannini et a été écrit par Vic Vergeat.
En France, la première série a été diffusée à partir du 3 septembre 1997 sur Canal+ dans  l’émission  C+ Cléo, mais la deuxième saison est encore[Quand ?] inédite.

## Personnage
- Albert le loup
- Moïse
- Marthe
- Henri La Taupe
- Platon
- Glycérine
- Alfred
- Ludovic
- Krug
- Alice
- Cesarine La Taupe

## Fiche technique
- Titre original : Lupo Alberto
- Réalisation : Giuseppe Laganà (saisons 1 et 2), Jean C. Roger (saison 1), Alessandro Belli (saison 2)
- Scénario : Francesco Artibani, Gérald Dupeyrot, Nicola Ioppolo, Piero Lusso (saison 1), Francesco Artibani, Tito Faraci, Piero Lusso, Silver (saison 2)
- Story-boards : 
  - Laura Davanzo, Frédérich Boisseau (saison 1).
  - Alessandro Belli (saison 2).
- Direction de l'animation : 
  - Sara Locatelli, Boris Volkov, Inga Riba, Seong-Hyun Kim, Nam-Soo Jang, Si-Young Jang (saison 1)
  - Sin Chol Gyun (saison 2)
- Musique : Stéphane Meer (saison 1), Pino Massara (it) (saison 2)
  - Générique français de la première saison interprétée par Salvatore Ingoglia
  - Générique italien de la deuxième saison interprétée par Gianna Nannini
- Production : 
  - Rai Fiction, The Animation Band, France 2, Europool, Les Armateurs (saison 1).
  - Rai Fiction, The Animation Band, Mondo TV (saison 2).
- Société de production : The Animation Band
- Pays d'origine :  France,  Italie
- Genre : Humour
- Nb. d'épisodes : 
  - 104 (en Italie)
  - 26 (en France) seulement la première saison
- Durée : 
  - 7 min (en Italie)
  - 12 min (en France)
- Dates de première diffusion :
  -  1997-1998 (saison 1), 2002 (saison 2)
  -  3 septembre 1997 (saison 1 seule)

## Distribution

### Voix italien
- Francesco Salvi (saison 1), Mino Caprio (saison 2): Lupo Alberto
- Tony Fuochi (saison 1), Saverio Moriones (saison 2): Moïse
- Lella Costa (saison 1), Beatrice Margiotti (saison 2): Marthe
- Paolo Torrisi †: Henri La Taupe
- Flavio Arras (saison 1), Mario Bombardieri (saison 2): Platon
- Luca Bottale (saison 1), Mino Caprio (saison 2): Glycérine
- Alberto Olivero (saison 1), Massimo De Ambrosis (saison 2): Ludovic
- Alberto Olivero (saison 1), Manfredi Aliquò (saison 2): Alfred
- Alberto Olivero (saison 1), Saverio Moriones (saison 2): Krug
- Alberto Olivero (saison 1), Riccardo Deodati (saison 2): Odoardo
- Roberta Gallina Laurenti (saison 1), Mariadele Cinquegrani (Saison 2): Cesarine La Taupe
- Giorgina Pazi: Alice
- Giorgina Pazi: Ausonia
- Dania Cericola (saison 1), Beatrice Margiotti (saison 2): Ursula
- Paola Bonomi (saison 1), Giorgina Pazi (saison 2): Esmeralda
- Fabrizio Mazzotta: Omar
- Luca Bottale: Gustave
- Alberto Olivero, Luca Bottale, Paolo Torrisi (saison 1), Fabrizio Mazzotta, Monica Ward, Luigi Ferraro, Paolo Lombardi (saison 2): voix additionnelles

### Voix françaises
Le doublage français a été effectué dans le Studio La Dame Blanche
- Jean-Daniel Nicodème
- Jean-Paul Dermont
- Lorette Goosse
- Michel de Warzée
- Patrick Donnay
- Françoise Oriane
- Daniel Dury

## Sortie en DVD
Mondo TV a publié tous les épisodes de la première saison dans 9 VHS, ou 3 DVD.
Le distributeur Home Video accueil des épisodes de la Deuxième saison était de nouveau Mondo TV. Pour cette édition, il n'a utilisé aucun support VHS, limité à la distribution de DVD.
Les DVD ne contiennent que les langues italienne et anglaise.

## Épisodes

### Saison 1 (1997)
En Italie la première saison de Lupo Alberto a été distribuée épisode par épisode (pour un total de 52 épisodes) entre 1997 et 1998 alors qu'en France elle a été distribuée en 26 épisodes doubles en 1997 sur Canal+ et C+ Cléo.
1. À la recherche d'un emploi (3 septembre 1997)
2. Malades imaginaires (1997)
3. Amours amers (1997)
4. L'espion... espionne (1997)
5. Des eaux et des bas (1997)
6. Taupe niveau (1997)
7. Duel par procuration (1997)
8. Votez Dédé (1997)
9. Baby-sitting (1997)
10. Mekkano (1997)
11. Maladie d'amour (1997)
12. Que le meilleur gagne (1997)
13. La Dépêche du poulailler (1997)
14. Chantiers (1997)
15. Le Pirate du fleuve (1997)
16. La Nuit des légumes vivants (1997)
17. L’Épreuve du feu (1997)
18. Le Loup de l'espace (1997)
19. Fais dodo (1997)
20. La Ferme de l’année (1997)
21. Le Contrat (1997)
22. Pièges (1997)
23. Il n'y a plus d'hiver (1997)
24. Faits d'hiver (1997)
25. C'est Noël (1997)
26. Minuit moins une (1997)

### Saison 2 (2002)
La deuxième saison a été distribuée en 2002 en Italie. Elle est inédite en France.
1. Ingabbiato
2. Cercasi rockstar
3. Carta bollata
4. Giungla di cemento
5. Gorgheggi e grida
6. Sussurri e stecche
7. Boomerang
8. Gli spaventapasseri
9. Camper
10. Il grande Orson
11. Natale con i fiocchi
12. Lacrime di coccodrillo
13. Torte in faccia
14. Il prezzo del successo
15. Un biglietto per la felicità
16. Nervi scoperti
17. McKenzie day
18. Appuntamento al buio
19. Il pranzo di Mosè
20. Isteria canina
21. Le Jene
22. Binari
23. Game over
24. Arriva il grande cocomero
25. Cuore d'oro
26. Vacanze al verde
27. La rumba del popone
28. Chi ha paura del lupo cattivo?
29. I temerari
30. Selvaggio West
31. Sotto esame
32. Lupastro, anzi, Grassone
33. Ultimo spettacolo
34. Palloni gonfiati
35. Enrico menagramo
36. Liscio come l'olio
37. Giallo vegetale
38. Di casa ce n'è una sola
39. Soddisfatti e rimborsati
40. Ciak, si gira!
41. Il barboncino mannaro
42. La forza dell'amore
43. Senza trucco, senza inganno
44. Al cuor non si comanda
45. Aria di tempesta
46. That's amore
47. Ieri, oggi, domani
48. Il topino dei denti
49. Storia di Uccello
50. Questioni di classe
51. La rimpatriata
52. Bluff